# Gothic Melting Ice Cream's Darkness "Nightmare"
Gothic Melting Ice Cream's Darkness "Nightmare" es la primera compilación de la cantante Tomoko Kawase junto con Tommy Heavenly6. Salió a la venta el 25 de febrero de 2009 junto a la compilación de su alter ego musical Tommy February6: Strawberry Cream Soda Pop "Daydream". Incluye dos nuevas canciones, PAPERMOON y Unlimited Sky, que es uno de los openings del anime Gundam.

## Temas
1. Wait till I can dream
2. Hey my friend
3. Ready?
4. I'm Gonna SCREAM+
5. Pray
6. Lollipop Candy BAD girl
7. I love XMAS
8. Heavy Starry Chain
9. PAPERMOON
10. LCDD
11. Roller coaster ride?
12. fell in love with you
13. GIMME ALL OF YOUR LOVE!!
14. GOING 2 MY WAY!
15. Wanna be your idol
16. Lucky me
17. +gothic Pink+
18. 2Bfree
19. Unlimited Sky

- Datos: Q5226447